# Cycle visuel
Le cycle de la vision, ou cycle visuel, est régi par la photoisomérisation du rétinal. Lorsque le rétinal 11-cis absorbe un photon, il passe de l'état 11-cis à l'état tout-trans. Cette isomérisation est à l'origine de l'influx nerveux par phototransduction. Le rétinal 11-cis est ensuite régénéré par voie enzymatique.

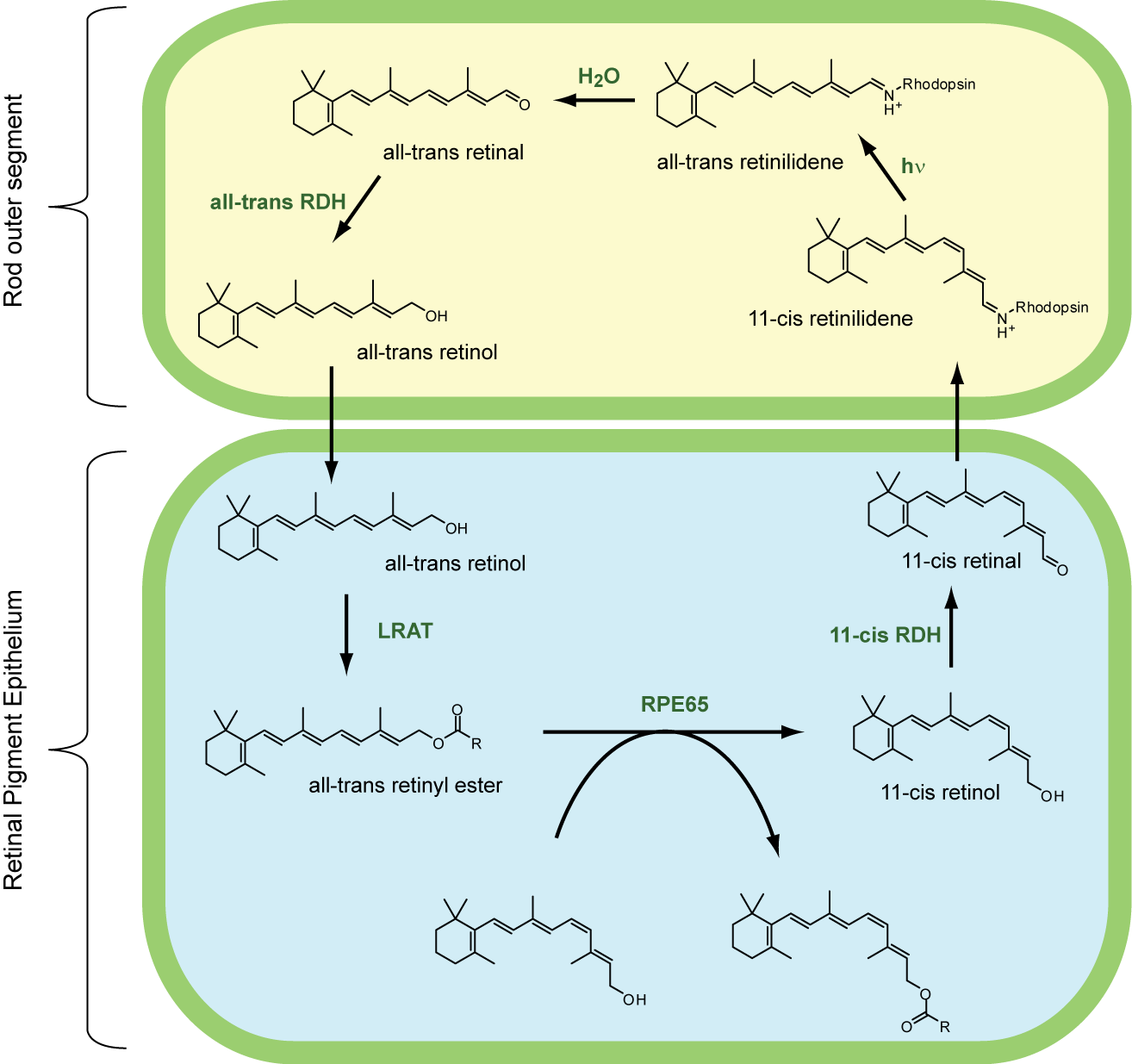
Le cycle visuel.

Dans le détail, le cycle visuel dans une cellule bâtonnet de mammifère comprend sept étapes. Les étapes 1, 2 et 7 se déroulent dans les cellules de l'épithélíum pigmentaire de la rétine (EPR). Les étapes 3 à 6 ont lieu dans les segments extérieurs des cellules bâtonnets.

## Principe

### Isomérisation durétinolet hydrolyse de la liaison ester
Tout-trans-rétinyl ester H2O → 11-cis-rétinol + acide gras par une RPE65 isomérohydrolase.

### Oxydation du rétinol
11-cis-rétinol + NAD+ → 11-cis-rétinal + NADH + H+ par une 11-cis-rétinol déshydrogénase.
Passage dans un bâtonnet (segment externe).[pas clair]

### Fixation du 11-cis rétinal sur l'aporhodopsinepar formation d'uneimine
11-cis-retinal + aporhodopsine → rhodopsine + H2O

### Capture du signal photonique, le 11-cis rétinène est isomérisé en tout-trans
Rhodopsine + hν → métarhodopsine II 

### Hydrolyse spontanée de l'imine, libération du rétinal
Métarhodopsine H2O → aporhodopsine + tout-trans-rétinal 

### Réduction du rétinal
Tout-trans-rétinal + NADPH + H+ → tout-trans-rétinol +NADP+ par une tout-trans-rétinol déshydrogénase.

### Estérification du rétinol
Tout-trans-rétinol + acide gras → tout-trans-rétinyl ester + H2O par une lécithine rétinol acyltransférase (LRAT).
Dans ce domaine, le biochimiste George Wald a reçu une partie du prix Nobel de physiologie ou médecine en 1967 pour son travail sur les pigments de la rétine.